# Bedihošť
Bedihošť (pronunciado /ˈbɛɟɪɦoʃc/) es una localidad del Distrito de Prostějov,  Región de Olomouc en la República Checa. Tiene una población de 1.030 habitantes. Está localizado a una altitud de 209 m sobre el nivel del mar. La primera referencia histórica es a partir del año 1275.